# Чандлер (Тексас)
Чандлер (енгл. Chandler) град је у америчкој савезној држави Тексас. По попису становништва из 2010. у њему је живело 2.734 становника.

## Демографија
Према попису становништва из 2010. у граду је живело 2.734 становника, што је 635 (30,3%) становника више него 2000. године.
| Група             | 2000.         | 2010.         |
| Белци             | 1.759 (83,8%) | 2.326 (85,1%) |
| Афроамериканци    | 276 (13,1%)   | 255 (9,3%)    |
| Азијати           | 16 (0,8%)     | 29 (1,1%)     |
| Хиспаноамериканци | 17 (0,8%)     | 73 (2,7%)     |
| Укупно            | 2.099         | 2.734         |